# Alloea ampla
Alloea ampla är en stekelart som beskrevs av Robert A.Wharton och Chou 1985. Alloea ampla ingår i släktet Alloea och familjen bracksteklar. Inga underarter finns listade i Catalogue of Life.